# SOULM8TE
SOULM8TE (uttalas "Soulmate") är en kommande amerikansk science fiction-film/erotisk thrillerfilm skriven och regisserad av Kate Dolan, från en berättelse skriven av James Wan, Ingrid Bisu och Rafael Jordan. Den fungerar som en form av spinoff på filmen M3GAN, som hade premiär i slutet av 2022. I rollerna syns Lily Sullivan, David Rysdahl, Claudia Doumit och Oliver Cooper. Jason Blum och James Wan är producenter av denna film, under sina bägge produktionsbolag Blumhouse Productions och Atomic Monster.
SOULM8TE beräknas ha biopremiär i USA den 9 januari 2026.

## Rollista
| Lily Sullivan    | – TBA |
| David Rysdahl    | – TBA |
| Claudia Doumit   | – TBA |
| Oliver Cooper    | – TBA |
| Steve Chusak     | – TBA |
| Ossian Perret    | – TBA |
| Emma Ramos       | – TBA |
| Isabelle Bonfrer | – TBA |
| Robert Ashe      | – TBA |
| Jon Tarcy        | – TBA |
| Harleen Sahota   | – TBA |
| Charlie Kranz    | – TBA |

## Produktion
I juni 2024 tillkännagavs det att en spinoff på filmen M3GAN från 2022 var under utveckling. Kate Dolan skrev i samma veva på för att regissera från ett manus som hon själv hade skrivit, baserat på en berättelse skriven av James Wan och Ingrid Bisu. Senare i augusti anslöt sig även Lily Sullivan, David Rysdahl och Claudia Doumit till filmens rollista. Huvudfotograferingen för filmen blev därefter klar i november 2024.

## Släpp
SOULM8TE beräknas ha biopremiär i USA den 9 januari 2026.